# The Tale of a Tailor
The Tale of a Tailor è un cortometraggio muto del 1914 diretto da Harry A. Pollard. Prodotto dalla Beauty (American Film Manufacturing Company) su un soggetto di Elizabeth Gaskins, aveva come interpreti Margarita Fischer (in un doppio ruolo di due gemelle), lo stesso regista Pollard, Joe Harris, Fred Gamble.

## Trama
Il sarto Louis Simon viene trovato un giorno in una situazione compromettente dalla moglie che, in sartoria, lo vede inginocchiato davanti alla cliente cui lui stringe la mano. In realtà, si tratta di un equivoco, ma la signora non vuole sentire ragioni e litiga con il marito. Nel frattempo Millie, la sua gemella tornata dal viaggio di nozze con il marito, arriva a casa dei Simon ma non vi trova nessuno. I due novelli sposi lasciano lì le valigie e vanno a fare un giro in città.

Louis e Sadie tornano anche loro a casa ma non si accorgono della venuta di Harry e Millie. Poiché Sadie è ancora arrabbiata con il marito, lui decide di trasferirsi per qualche tempo in sartoria prendendo con sé quella che crede la sua valigia. Arrivato in negozio, vuole cambiarsi ma si accorge che nessuno dei vestiti della valigia gli va bene. Si mette a frugare, trovando anche della biancheria femminile e anche un biglietto: "Carissima, sono andato a prenotare il treno. Per risparmiare tempo, incontriamoci al ristorante Raynor". Per Louis c'è una sola spiegazione: la moglie sta per fuggire con l'amante. Dimenticando anche di essere vestito in maniera ridicola con gli abiti di un altro, corre per la città fino al Raynor, dove vede Millie, che lui crede sua moglie, insieme a un altro uomo. Strepitando e dando di matto, il sarto viene arrestato per disturbo della quiete pubblica. Riuscito a fuggire, si mette all'inseguimento di Harry e Millie. Quando alla fine torna a casa, tutto lacero e in disordine, trova Sadie che dorme tranquillamente sul divano. Vedendo un coltello, decide di uccidere la donna infedele ma ne viene impedito dall'arrivo di un fattorino con una lettera: "Carissima Sadie, mi dispiace che non ci siamo potute incontrare al Raynor’s Cafe dove invece Harry ed io siamo stati aggrediti da un pazzo. Adesso siamo in albergo. Ci vediamo domattina e ti spiego tutto. La tua carissima gemella Millie".

## Produzione
Il film fu prodotto dalla American Film Manufacturing Company.

## Distribuzione
Distribuito dalla Mutual, il film - un cortometraggio in una bobina - uscì nelle sale statunitensi il 23 giugno 1914.